# Bjelokori bor
Bjelokori bor  (Pinus albicaulis) je četinjača porijeklom s planina zapadnih Sjedinjenih Američkih Država i Kanade, posebno podplaninskih područja Sierre Nevade, Kaskadnog gorja, Gorja pacifičke obale i Stjenjak od Wyominga prema sjeveru. 
Bjelokori bor obično je stablo bora čije se šume, u planinskim lancima na kojima raste, nalaze na najvišim visinama i često označava liniju drveća. Stoga se često može naći kao krummholz, drveće koje raste blizu tla i koje je izloženost vremenskim uvjetima učinila patuljastim. U povoljnijim uvjetima drveće može narasti do 29 meters u visinu. 

## Identifikacija
Ovaj bor član je skupine bijelog bora, podvrste Pinus Strobus i sekcije Strobus; kao i svi pripadnici ove skupine, i lišće (iglice) su u svežnjevima (snopovima) po pet listopadnih ovojnica. To razlikuje bjelokori bor i njegovu rodbinu od Pinus contorta, s dvije iglice po svežnju, kao i Pinus ponderosa i Pinus jeffreyi, koji imaju po tri iglice po svežnju; sve ove tri vrste također imaju postojanu ovojnicu u osnovi svakod svežnja. 
Razlikovanje Pinus albicaulis od srodnog Pinus flexilis, također člana skupine bijelog bora, mnogo je teže, a obično zahtijeva sjeme ili pelud češera. Kod vrste Pinus albicaulis sjemenke ženskih češnjeva duge su 4–7 cm, tamnoljubičasta dok su nezrele i ne otvaraju se sušenjem, ali ljuske se lako slome kad ih ptica clarkova orašarica uklanja da bi došla do sjemenja; rijetko se u otpacima ispod gnijezda nađu neotvoreni češeri. Njegovi su peludni češeri grimizni.
Kod Pinus flexilisa, češeri su dugi 6–12 cm, zeleni dok su nezreli, a otvaraju se kad je sjeme zrelo. Ljuske nisu krhke Peludni češeri su žuti, a ispod stabla se obično nalaze netaknuti stari češeri. 
Bjelokorni bor (Pinus albicaulis) također je teško razlikovati od zapadnog bijelog bora (Pinus monticola) u nedostatku češera. Međutim, iglice bijelog bora su cjelovite (glatke kad se nježno trljaju u bilo kojem smjeru), dok su iglice bijelog bora fino nazubljene (hrapave kad se nježno trljaju od vrha do baze). Borove iglice bjelokornog bora također su u prosjeku kraće, 4–7 cm,  premda se po veličini preklapaju s većim (5–10 cm) iglicama zapadnog bijelog bora.

## Ekologija
Bjelokori bor važan je izvor hrane za mnoge ptice sjemenojede i male sisavce, uključujući najvažniju Nucifraga columbiana, koja je glavno sredstvo za širenje sjemena bora. Ova vjeverica svake godine pohrani oko 30 000 do 100 000 sjemenki u malim, raštrkanim skladištama, obično ispod 2 do 3 cm zemlje ili šljunkovite podloge. Orašarice otkopavaju ove sjemenke u vrijeme nestašice hrane i kako bi nahranili svoje mlade. Privremena mjesta koja odaberu orašari često su povoljna za klijanje sjemena i preživljavanje presadnica. Ona skladišta koji se ne otkopaju do trenutka otapanja snijega pridonose obnovi šume. Zbog toga bor bijele kore često raste u nakupinama nekoliko stabala, potječući iz jednog skladišta s dvije ili više sjemenki. 
Od bjelokornog bora ovise i druge životinje. Douglasove vjeverice beru i spremaju šišarke u svoje jazbine. Sivi medvjedi i američki crni medvjedi često napadaju vjeverice zbog sjemena bijelog bora, važne hrane prije hibernacije. Vjeverice, te ptice vrste Colaptes auratus i Sialia currucoides često se gnijezde u ovim borovima, a losovi i plavi tetrijebi koriste zajednice bijelog bora kao ljetno stanište. 
Pale iglice ispod ovih stabala služe kao ležajevi koje koriste jeleni i divlje ovce kada traže sklonište za olujnog vremena.

## Prijetnje
IUCN je pvu vrstu klasificirao kao ugroženu. Ozbiljni pad populacije u zajednicama bijelog bora pripisuje se raznim uzrocima, a najznačajniji su infekcija gljivicom cronartium ribicola (borova mjehurasta hrđa), nedavni napadi planinskih borovih buba (2000. – 2014.), poremećaji u ekologiji požara (uključujući suzbijanje požara), sukcesija šuma i klimatske promjene. Studija iz sredine 2000-ih pokazala je da je broj bjelokornih borova opao za 41% u Zapadnom kaskadnom gorju zbog dvije primarne prijetnje: mjehuraste hrđe i borovih buba. Smrt bjelokornih borova u Nacionalnom parku North Cascades udvostručila se od 2006. do 2011.  

### Gljivica Cronartium ribicola
Mnoge sastojine Pinus albicaulis u cijelom su prirodnom arealu vrste zaražene gljivicom Cronartium ribicola, gljivičnom bolešću koja je unesena iz Europe. Na sjevernom Stjenjaku Sjedinjenih Država smrtnost bjelokorih borova u nekim područjima prelazi 90%, gdje bolest napada gotovo 580 km2. Cronartium ribicola javlja se u bjelokornih borova do sjevernih granica vrste u obalnim lancima Britanske Kolumbije i kanadskim Stjenovitim planinama. Mjehurićava hrđa također je uništila komercijalno vrijedni zapadni bijeli bor na ovim područjima i napravila ozbiljan prodor i u populacije bora Pinus flexilis. Gotovo 80% bjelokornih borova u nacionalnom parku Mount Rainier zaraženo je ovom gljivicom.
Trenutno ne postoji učinkovita metoda za kontrolu širenja i učinaka ove gljivice. Međutim, mali broj stabala (manje od 5%) u većini populacija ima genetsku otpornost na pojavu ove gljivice. Napori na pošumljavanju američke Šumarske službe, Biroa za upravljanje zemljištem i Službe nacionalnog parka na sjevernom Stjenjaku uključuju prikupljanje češera s potencijalno i potvrđeno otpornih bjelokornih borova, uzgoj i sadnju sadnica na prikladnim mjestima. U Kaliforniji, gdje je ova gljivica daleko manje jaka, bijeli je bor još uvijek prilično čest u Visokim Sijerama. 

### KukacDendroctonus ponderosae
Neobično veliki napadi planinske borove bubae (Dendroctonus ponderosae), vrste potkornjaka porijeklom iz zapadne Sjeverne Amerike, također su značajno pridonijeli raširenom uništavanju sastojina bjelokorih borova. Ovi kukci odlažu jajašca i unose patogene gljive u stabla domaćina, koja uključuju i mnoge druge vrste bora, a kombinacija hranjenja ličinki i kolonizacije gljiva obično je dovoljna za ubijanje starih ili nezdravih stabala. Međutim, kornjaši su nedavno proširili svoje napade na mlađa, zdravija stabla kao i na starija stabla, a klimatske promjene označene su kao glavni krivac. Od 2000. godine klima na visokim nadmorskim visinama zagrijala se dovoljno da se kornjaši razmnožavaju u bjelokornim borovima, često završavajući svoj životni ciklus u roku od jedne godine i omogućavajući njihovim populacijama eksponencijalan rast. Čitave šumske vizure, poput one na Avalanche Ridgeu blizu istočnih vrata nacionalnog parka Yellowstone, postale su prostranstvima sivih mrtvih stabala bjelokorog bora. Znanstvenici su nedavni trend zagrijavanja pripisali globalnom zagrijavanju .
2007. godine Američka služba za ribu i divlje životinje procijenila je da su kornjaši ubili bjelokore borove na 200,000 hektara na Zapadu, dok je 2009. godine procjenjeno da su bube ubile drveće na 320,000 hektara, najviše od početka vođenja evidencije. Ubrzano širenje borove bube ubilo je gotovo 750 000 bjelokorih borova samo u velikom ekosustavu Yellowstone.

### Suzbijanje požara
Suzbijanje požara dovelo je do usporenog smanjenja populacije tijekom prošlog stoljeća mijenjajući zdravlje i dinamiku sastava sastojina, a da ekologija požara nije uravnotežila njihovo stanište i suzbila prijetnje od bolesti kukaca. U nedostatku ciklusa šumskih požara na niskoj razini, bjelokore borove na ovim sastojinama zamjenjuju vrste otpornije na sjenu, vatrootporne vrste poput subalpske jele (Abies lasiocarpa) i smreke Engelmann (Picea engelmannii). Pored toga, borovi, stariji i zaraženi gljivicama, ne uništavaju se prirodnim povremenim prizemnim požarima, što dodatno umanjuje vitalnost i opstanak borove šume borova.

## Zaštita
Dana 18. srpnja 2011. američka služba za ribu i divlje životinje izvijestila je da bjelokori bor treba zaštitu i da će bez zaštite vrsta uskoro izumrijeti. Međutim, agencija je najavila da drvo neće moći ni uvrstiti na popis ugroženih niti zaštititi organizam, jer za to nema potrebnog osoblja i sredstava. U lipnju 2012. kanadska savezna vlada proglasila je bjelokori bor ugroženim u skladu sa Zakonom o vrstama u riziku. Kao takvo, to je prvo ugroženo drvo na federalnom popisu u zapadnoj Kanadi. 
Kao odgovor na kontinuirano opadanje broja stabala u čitavom njegovom rasponu, formirana je Zaklada za ekosustav bjelokorog bora. Njihova je misija podizanje svijesti i promicanje očuvanja sponzoriranjem projekata restauracije, objavljivanjem biltena pod nazivom "Bilješke orašara" i organiziranjem godišnje znanstvene i upravljačke radionice za sve koje zanima bijeli bor. Ova američka grupa usko surađuje s kanadskom Zakladom za ekosustav bjelokorog bora.

## Uporaba
Indijanci su jeli sjeme iz češera ovog drveta.

## Vanjske poveznice
|  | Zajednički poslužitelj ima stranicu o temi Pinus albicaulis    |
|  | Zajednički poslužitelj ima još gradiva o temi Pinus albicaulis |
|  | Wikivrste imaju podatke o taksonu Pinus albicaulis             |

- Jepson Manual treatmentpson Manual treatment
- Whitebark Pine. United States Geological Survey. Inačica izvorne stranice arhivirana 14. srpnja 2007.
- Pinus albicaulis in the CalPhotos Photo Database, University of California, Berkeley